# Sergio Bertola
Sergio Bertola (San Sperate, 26 giugno 1937) è un ex calciatore italiano, di ruolo portiere.

## Carriera
Cresce calcisticamente nel Cagliari, con cui gioca in due periodi distinti: dal 1955 al 1961, con una parentesi al Monteponi Iglesias, e dal 1964 al 1966. In questa seconda parentesi nel capoluogo sardo, esordirà in Serie A.
Dalla stagione 1961-1962 alla stagione 1963-1964 gioca invece nel Tempio.
Conclude la carriera a Verona, con l'Hellas giocherà 2 stagioni e conquisterà una promozione in Serie A.

## Palmarès

### Club

#### Competizioni regionali
- Coppa Cossu-Mariotti: 3

Tempio: 1961-1962, 1962-1963, 1963-1964